# Chima Okoroji
Chima Sean Okoroji (* 19. April 1997 in München) ist ein englischer Fußballspieler, der beim FC St. Gallen unter Vertrag steht.

## Karriere
Okoroji wurde in München als Sohn einer Engländerin und eines Nigerianers geboren und besitzt nur die britische Staatsbürgerschaft. Mit dem Fußballspiel begann er in der Jugend des TSV Grünwald und trat 2004 dem Nachwuchsbereich des FC Bayern München bei. In der B-Jugend noch Stammspieler, wechselte er nach einem halben Jahr A-Jugend, in dem er unter anderem zu vier Einsätzen in der UEFA Youth League gegen die AS Rom und Manchester City gekommen war, zum FC Augsburg, mit dem er am Saisonende aus der A-Junioren-Bundesliga abstieg. In der Saison 2015/16 kam er für die zweite Mannschaft des FC Augsburg erstmals in der Regionalliga Bayern zum Einsatz, mit der A-Jugend gelang derweil als Meister der Bayernliga der direkte Wiederaufstieg. In der Saison 2016/17 war er mit 33 Einsätzen Stammspieler auf der linken Abwehrseite in der Augsburger Reservemannschaft. Im Sommer 2017 wechselte er zum SC Freiburg, für dessen Zweitmannschaft er 35 Regionalligaspiele in der Spielzeit 2017/18 bestritt. Im Sommer 2018 rückte Okoroji in den Profikader auf, in dem er als Ersatz für den nominellen Linksverteidiger Christian Günter eingeplant war. Sein Pflichtspieldebüt für die Freiburger Bundesligamannschaft gab er im Oktober 2018 per Einwechslung bei einem 1:1-Unentschieden in der Bundesliga im Berliner Olympiastadion gegen Hertha BSC.
Zur Saison 2019/20 wechselte Okoroji für ein Jahr auf Leihbasis zum Zweitligisten SSV Jahn Regensburg, um den verliehenen Alexander Nandzik zu ersetzen. Beim Jahn konnte er sich unter dessen neuen Cheftrainer Mersad Selimbegović, der bevorzugt mit einer Viererkette spielen ließ, auf Anhieb auf der linken defensiven Außenbahn etablieren und stand in jedem der 35 Saisonspiele in der Startelf. Mit einer ausgewogenen Zweikampfquote von 50,09 % landete Okoroji im ligainternen Mittelfeld. Ohne Rückkehr in den Breisgau folgte eine weitere Leihe innerhalb der 2. Bundesliga, diesmal für die Saison 2020/21 an den Absteiger SC Paderborn 07, für den er 15 Ligapartien bestritt. Im Sommer 2021 nahm der SV Sandhausen Okoroji unter Vertrag. Dort absolvierte er in seiner ersten Spielzeit 33 Zweitligaspiele und erzielte dabei mit einem direkt verwandelten Eckball einen Treffer beim 3:1-Heimsieg über Hannover 96 am 25. Spieltag.
Im Sommer 2023 wechselte er nach dem Abstieg mit Sandhausen und dem zeitgleichen Vertragsende in die Schweiz zum FC St. Gallen und unterschrieb dort einen Vertrag bis 2025.

## Weltfußball
- Chima Okoroji in der Datenbank von weltfussball.de